# 추적자 THE CHASER
《추적자 THE CHASER》는 SBS에서 2012년 5월 28일부터 2012년 7월 17일까지 방영된 SBS 월화 드라마이다.
이 드라마는 딸의 갑작스런 죽음과 억울한 누명을 밝히고 사회의 부조리에 맞서는 한 형사의 이야기로, 초기 제목은 ‘아버지의 전쟁’이었다. 또한 《패션왕》의 후속작 《드라마의 제왕》이 제작상의 문제로 인해 첫 방송일이 연기되면서 갑작스럽게 편성되었다. 하지만 주인공을 맡은 손현주가 뛰어난 연기력으로 많은 사랑을 받으면서 데뷔 첫 연기대상을 거머쥐었으며 SBS는 김종학프로덕션이 제작한 해당 작품이 성공하자 집필자 박경수 작가와 직접 계약을 맺었고 이에 앞서 자회사 SBS플러스(SBS드라마플러스가 2009년 7월 SBS프로덕션의 제작부문을 합병하여 새롭게 출범했으며 SBS프로덕션의 나머지 부문은 SBS콘텐츠허브가 됨)에 수목 미니시리즈 《옥탑방 왕세자》외주제작을 맡겼고 그 이후 아침연속극 《너라서 좋아》주말 특별기획 《청담동 앨리스》를 100% 자체제작하는 등 자체제작 역량을 높이기도 했다.
하지만, SBS플러스의 첫 외주제작 평일 미니시리즈였던 《옥탑방 왕세자》는 아무리 가상의 인물들만 나온다고 해도, 조선이 건국된 지 50여 년밖에 안되었을 때 훈민정음(한글)이 창제되었는데도 조선 시대에서 왔다는 왕세자와 신하들이 훈민정음(한글)을 모른다는 설정은 부적절하다는 의견이 있었으며 마지막회에서 조선시대가 배경임에도 가로등-스피커-안내판까지 고스란히 전파를 탔다는 지적을 샀다.
결국 SBS플러스는 《옥탑방 왕세자》 이후 평일 미니시리즈 제작이 전무해졌다가 2015년 《냄새를 보는 소녀》로 평일 미니시리즈 제작을 재개했는데 원작이 추리, 공포, 스릴러 등의 분위기로 인기를 끌었던 것에 비해 드라마는 '스릴러 로맨틱 코미디'라는 애매하고 난해한 장르 설정으로 기존 팬들과 새로운 팬들에게 불신감을 안겨줘 초반 시청률 부진을 면치 못했으나 그 이후 시청률 상승세를 보였지만 SBS플러스는 《냄새를 보는 소녀》를 끝으로 평일 미니시리즈 제작에서 손을 뗐다.

## 등장 인물

### 주요 인물
- 손현주 : 백홍석(42세) 역 - 강북경찰서 강력2팀 형사

딸의 휴대 전화를 사 주기 위해 돈을 아껴쓰고 영수증까지 알뜰살뜰 챙기는 생계형 형사. 경찰서 직속 상관인 황 반장에게는 그만둔다며 틈만나면 사표를 던지는 그지만 가족에게는 어느 누구도 부럽지 않은 아버지이고 남편이고 싶은 남자다. 하지만 딸이었던 백수정이 서지수와 PK준이 일으킨 교통 사고에 연루되어 죽음을 당하고, 그 죽음마저 조작된 채 은폐되려 하자 그 사건을 밝히기 위해 나선다. 그는 딸을 살해한 살해범이었던 PK준이 강동윤과의 거래로 인해 가벼운 형벌을 받고 사건이 마무리가 되려고 하자, 법정으로 찾아가 총으로 PK준을 죽이게 된다. 사건 직후 체포된 그는 PK준의 핸드폰을 통해 강동윤이 PK준과 거래를 하여 딸의 죽음을 조작했다는 사실을 알게 된다. 그는 딸의 죽음에 대한 진실을 찾아 복수하기 위해 탈옥을 결심하고 실행에 옮기게 된다. 서민을 대변하는 인물로 가진 것은 아무것도 없지만 진실이라는 가장 큰 무기를 이용해 싸우는 인물이다.
- 김상중 : 강동윤(40대) 역 - 대한국민당 소속의 4선 국회의원

독산동의 찢어지게 가난한 이발소집 아들로 태어나서 출세 가도를 밟아 현재 여당인 대한국민당에서 지명한 대통령 후보로 올라선 차기 대권주자이자 대통령 후보다. 치밀하고 냉정하고 항상 계산대로 움직이며, 정치는 돈과 권력이 뒷받침이 되어야 하고 그것을 지키기 위해서라면 어떤 일이라도 할 수 있는 무서운 인물이다. 아내 서지수가 낸 교통 사고가 자신은 물론이고 장인이 이끌고 있는 한오그룹마저 위험하게 되자, 사태 수습을 위해 사고 피해자인 백홍석의 딸 백수정을 의학적으로 사망하게 만든다. 하지만 백홍석이 딸의 죽음과 그의 실체를 밝히기 위해 조여오면서 백홍석과 운명적으로 겨루게 된다. 정치권과 거대권력자들을 대변하는 인물로 권력과 돈, 공권력을 이용하여 백홍석을 막으려는 인물이다.

### 백홍석의 가족
- 이혜인 : 백수정(17세) 역 (아역 강지우) - 백홍석의 딸. 고등학교 2학년

사춘기의 나이인데도 묵묵히 자기일을 다하며 아버지를 존경하고 믿고 따르는 착한 딸이다. 서지수가 낸 교통 사고로 인해 죽음의 문턱까지 가다가 윤창민의 시술로 살아난다. 하지만 후에 강동윤의 사주를 받은 윤창민에 의해 의학적으로 사망한다.
- 김도연 : 송미연(39세) 역 - 백홍석의 아내 (특별출연)

착하디 착하고 가족 밖에 모르는 여자로, 딸의 죽음이 조작되자 아파트에서 자살한다.

### 백홍석의 주변 인물
- 류승수 : 최정우(40세) 역 - 서울중앙지검 형사부 검사

잘나가던 시절 권력의 핵심을 잘못 건드려 말단 지청을 떠돌다가 얼마전 서울지검으로 복귀한 파란만장한 인생사를 지낸 검사다. 이제는 조그마한 사건을 맡으며 조용히 지내려다 가련다 하는 생각을 갖고 있지만, 백홍석의 사건을 보면서 진실이 은폐되려고 하자 나서서 백홍석을 돕고 사건의 진실을 파헤친다.
- 박효주 : 조남숙(32세) 역 - 강북경찰서 형사

백홍석의 오른팔이자 강단있고 무술 실력이 뛰어난 형사이지만 일 때문에 결혼을 3번이나 한 인물이다. 백홍석을 믿고 의지하고 존경하며 따른다. 백홍석을 끝까지 보좌하면서 곁을 든든히 지킨다. 하지만 백홍석 일행과 같이 사건을 겪으며 전과 7범의 용식을 사랑하게 된다.
- 강신일 : 황일관(50대) 역 - 강북경찰서 강력1반 반장

20여 년 전에 큰 딸이 반장 달 때 자신도 반장 달았으나 진급 못하고 그대로 반장 신세라며 핀잔을 늘어놓지만, 언제나 사람 좋은 웃음과 특유의 너스레와 넉살로 살아가는 한량적인 인물이다. 백홍석을 누구보다 믿고 챙기며 고민이 있을 때 그와 상담할 정도로 각별한 사이다. 하지만 강동윤의 계략으로 백홍석을 배신하고 그에게 총을 겨누게 되지만 잘못을 뉘우치고 돕게 된다.
- 최준용 : 윤창민(42세) 역 - 백홍석의 친구, 백수정의 담당 의사

교통 사고 후 병원으로 실려온 수정을 살리지만 강동윤의 유혹으로 인해 백수정을 의학적으로 사망하게 한다. 후에 법정에서 최정우에 의해 파멸된다.
- 조재윤 : 박용식(30대) 역 - 자수성가한 소규모 조폭

백홍석은 물론이고 조 형사, 황 반장 등과도 친한 조직폭력배 보스이다. 말만 조폭이지 싸움도 못하고 자금력으로 장악해 도박장을 운영하는 그런 조폭이다. 백홍석의 사건에 개입되면서 조 형사를 흠모하게 된다.

### 강동윤의 가족
- 김성령 : 서지수(40대) 역 - 서동환 회장의 딸, 강동윤의 아내

백수정의 사고를 낸 장본인이자 수많은 연예인이나 모델들과 스캔들을 비롯한 염문을 뿌린다. 백수정의 사고를 끝까지 외면하고 막으려 하지만 백홍석에 의해 모든 사건의 전모가 드러나며 법정 구속된다.
- 고준희 : 서지원(28세) 역 - 서동환 회장의 막내 딸, 방송국 기자

백홍석 사건을 처음부터 끝까지 관심을 가지고 취재하며 진실을 찾고자 매달린다. 그 과정에서 자신의 언니가 사건에 관계 되어 있다는 사실을 알고 갈등하지만 결국 진실을 선택하고 자신의 형부 강동윤과 언니 서지수를 몰락시킨다. 진실을 찾고자 하는 백홍석의 사람들과 생사고락을 함께하면서, 그 과정에서 서울지검 형사부 검사 최정우와 사랑에 빠지게 된다.
- 박근형 : 서동환(60대) 역 - 국내 최대 재벌 한오그룹 수장

전화 한 통으로 국무총리의 호출은 물론, 정계나 제계뿐 아니라 각계각층에 그의 힘이 미치지 않는 곳이 없을 정도로 큰 권력을 지니고 있다. 한오그룹 본사 회장실로 출근하지 않고 자신의 집 서재에서 모든 업무를 보며 총괄한다. 사위인 강동윤의 대통령 출마를 막으려 하지만 자신의 딸 서지수의 교통사고를 이용해 그의 목을 죄여오는 강동윤의 겁박에 의해 대통령 출마를 인정하고 만다. 하지만, 이후 끊임없이 강동윤과 대립하며 그의 대통령 출마를 막으려 하고 강동윤으로부터 한오그룹을 지키려 고군분투한다.
- 전노민 : 서영욱(40대) 역 - 서동환 회장의 아들 (특별출연)

무능하고 생각이 짧고 말보다 행동이 앞서는 행동파다. 그래서인지 아버지에게 인정받지 못하고 늘 주눅들어 있다. 아버지가 강동윤의 의도를 간파하고 강동윤의 목을 죄어들자 그에 일조하여 강동윤의 약점을 잡아내고 그것을 이용해 강동윤을 파멸시키는데 가담한다.
- 남다름 : 강민성(10세) 역 - 강동윤과 서지수의 아들

끝없이 갈등하는 부부를 헤어질 수 없게 만드는 존재다.

### 강동윤의 주변 인물
- 장신영 : 신혜라(30대) 역 - 강동윤의 보좌관

강동윤 만큼이나 피도 눈물도 없는 잔인한 인물이다. 오직 강동윤의 지시로만 움직이며 강동윤의 성공과 영화를 위해 자신의 모든 것을 절대적으로 바치는 충성심을 지니고 있다. 그리고 한편으로는 강동윤을 남자로 느끼며 서지수를 몰락시키려 계략을 쓰는 팜므파탈적인 인물이며 머리가 비상하여 계략에 능하다.
- 전국환 : 장병호(60대) 역 - 법조인

한오그룹쪽의 식구로 최연소 대법관을 지닌 불세출의 인물이자 변호사이다. 서동환 회장의 오른팔로 그의 말이면 죽는 시늉도 하는 인물이다. 최정우 검사의 치명적인 약점을 알고 있다.
- 송재호 : 유태진(60대) 역 - 정치인

서동환 회장의 오랜 지기로 유신 때부터 국회를 장악해왔지만 강동윤과의 대통령 후보 경합에서 패배하고 절치부심하다 서동환의 도움으로 신당을 창당하고 강동윤과 대립각을 세운다.
- 오타니 료헤이 : 배기철(30대) 역 - 조직폭력배 보스, 한오그룹 계열 보안회사 상무이사

신혜라의 오른팔이며 정보 수집과 뒷처리를 담당한다. 신혜라의 사주에 의해 광역 수사대를 용식의 도박장으로 급파하고 블랙박스칩을 숨기지만 최정우 검사에 의해 궁지에 몰리고 결국 파멸한다.
- 이용우 : PK준(20대) 역 (특별출연) - 본명 박기준, 최고의 한류 스타, 서지수의 정부

교통사고의 진실을 은폐하고 자기 한몸 생존하고자 강동윤과 거래하여 법정에서는 벌금형을 선고받지만 백홍석에 의해 사망한다.
- 미상 : 강씨(60대) 역 - 강동윤의 아버지

작은 이발소를 운영하며, 일주일에 한번 머리를 깎으러 오는 강동윤을 기다리는 게 인생의 낙이다.

### 그 외 인물
- 송영규 : 박민찬 역 - 비리검사

서영욱의 힘을 등에 업고 기세등등한 비리검사이며 서영욱의 특검 때 좌천됐다가 돌아와 권력을 휘두르며 악행을 벌인다.
- ? : 재판장 역
- 조재호 : 김지석 역 - 강동윤의 재무책임자
- 홍재성 : 의사 역
- 김성훈 : 염하는 남자 역
- ? : 교통조사과 경찰 역
- 허준석 : 타이어 대조해보는 남자 역
- 조영진 : 김창재 역 - 국회의원
- 박성균 : 기자 역
- 정수인 : 최 검사의 비서 역
- 한영광 : 의류매장 사장 역
- ? : 서지수의 헤어,메이크업,의상을 책임질 여자 역
- ? : 조폭 역
- ? : 형사 역
- ? : 김 계장 역 - 형사
- 안제영: PK준의 백댄서 역
- 김기준
- 전헌태 : 강동윤의 경호원 역
- 박주원
- 김종태
- 손진호 : 의사 역
- 손인용
- 장지혜
- 정명준 : 대선후보자 토론회 진행자 역
- 민준현 : 기자 역
- 이준희 : 형사 역
- 공호석 : 한경식 역 - 우미식품 사장, 유상증자 비밀회의록을 알고있는 남자
- 박건락 : 형사 역
- 곽현 : 국세청 직원 역
- 반혜라 : 서지수에게 김장을 알려주려는 여자 역
- 유용범 : 약품보관실 직원 역
- 전혜영 : 미혼모 역
- 이현숙 : 윤창민 집 가사도우미 역
- 이레 : 윤승은 역 - 윤창민의 딸
- 송경화 : 윤창민의 부인 역 (사진 출연)
- 김효명 : 웨이터 역
- 최인숙 : 황일관의 부인 역
- 공재원 : 일본 관계자 역
- 김재흠 : 장병호 변호사 사무실의 사무장 역
- 이정훈 : 세족식 진행자 역
- ? : 김 계장 역
- 하수호 : 병실 지키는 가드 역
- 이영란 : 최정우의 어머니 역 - 보건소 의사
- 육미라 : 투표하는 여자 역
- 김해곤 : 투표하는 남자 역
- ? : 서지수의 집 가사도우미 역
- 이병식 : 재판장 역
- 안치용
- 문수종 : 박인철 역 - 한오그룹 신임회장, 前 한오전자 사장
- 김기성
- 임효순
- 동윤석 : 강동윤 대선캠프 단원 역

### 아역
- 서영주 : 재중 역 - 백수정이 좋아하는 남학생
- 김민하 : 한효진 역 - 백수정의 중학교 친구
- 마정은
- 배유빈 : 시각장애인 여학생 역

### 특별 출연
- 이정길 : 조동수 역 - 강동윤과 경합을 벌이는 대통령 후보 (사진출연) (15회)

## 시청률
최저 시청률과 최고 시청률은 시청률 조사회사와 지역별로 시청률에 차이가 있을 수 있습니다.
| 2012년      | 2012년      | 2012년         | 2012년       | 2012년         | 2012년       |
| 회차        | 방송일      | TNMS 시청률    | TNMS 시청률  | AGB 시청률     | AGB 시청률   |
| 회차        | 방송일      | 대한민국(전국) | 서울(수도권) | 대한민국(전국) | 서울(수도권) |
| ----------- | ----------- | -------------- | ------------ | -------------- | ------------ |
| 제1회       | 5월 28일    | 10.0%          | 12.6%        | 9.3%           | 10.3%        |
| 제2회       | 5월 29일    | 10.9%          | 13.5%        | 9.9%           | 11.0%        |
| 제3회       | 6월 4일     | 11.6%          | 14.1%        | 9.2%           | 9.7%         |
| 제4회       | 6월 5일     | 11.5%          | 14.1%        | 9.8%           | 10.3%        |
| 제5회       | 6월 11일    | 13.2%          | 16.5%        | 10.6%          | 10.7%        |
| 제6회       | 6월 12일    | 12.5%          | 15.1%        | 11.1%          | 11.9%        |
| 제7회       | 6월 18일    | 13.2%          | 14.5%        | 11.5%          | 12.4%        |
| 제8회       | 6월 19일    | 13.2%          | 14.1%        | 13.3%          | 14.2%        |
| 제9회       | 6월 25일    | 13.6%          | 16.3%        | 12.4%          | 13.1%        |
| 제10회      | 6월 26일    | 13.8%          | 15.8%        | 13.2%          | 14.2%        |
| 제11회      | 7월 2일     | 14.0%          | 15.9%        | 13.1%          | 13.9%        |
| 제12회      | 7월 3일     | 15.3%          | 16.2%        | 13.5%          | 14.3%        |
| 제13회      | 7월 9일     | 20.0%          | 22.4%        | 17.9%          | 19.7%        |
| 제14회      | 7월 10일    | 23.1%          | 26.7%        | 20.7%          | 22.2%        |
| 제15회      | 7월 16일    | 22.1%          | 26.6%        | 20.4%          | 21.5%        |
| 제16회      | 7월 17일    | 25.1%          | 28.3%        | 22.6%          | 23.8%        |
| 평균 시청률 | 평균 시청률 | 15.2%          | 17.7%        | 13.7%          | 14.6%        |
|             |             |                |              |                |              |
| 스페셜      |             |                |              |                |              |
| 제1회       | 7월 23일    | 10.3%          | 10.8%        | 9.8%           | 11.3%        |
| 제2회       | 7월 24일    | 7.1%           | 8.2%         | 6.6%           | 7.7%         |

## 사운드 트랙

### 추적자 THE CHASER OST
| #   | 제목                                       | 가수   | 재생 시간 |
| --- | ------------------------------------------ | ------ | --------- |
| 1.  | 〈사랑한다는 이 말 (Accoustic Ver.)〉      | 더원   | 4:30      |
| 2.  | 〈나리꽃〉                                 | 이혜인 | 5:40      |
| 3.  | 〈꿈 (Drama Ver.)〉                        | 더 원  | 3:46      |
| 4.  | 〈좋은 사람〉                              | 아이비 | 4:15      |
| 5.  | 〈사랑한다는 이 말〉                       | 더 원  | 4:31      |
| 6.  | 〈굳은살〉                                 | 김범수 | 4:08      |
| 7.  | 〈꿈〉                                     | 더 원  | 3:30      |
| 8.  | 〈Tha Chaser (Opening Title)〉             |        | 1:58      |
| 9.  | 〈아버지 (Original Story)〉                |        | 3:11      |
| 10. | 〈Black Box〉                              |        | 2:17      |
| 11. | 〈진실은 멀어진다〉                        |        | 2:03      |
| 12. | 〈나리꽃 (Guitar Story)〉                  |        | 1:54      |
| 13. | 〈기다려라 강동윤〉                        |        | 3:33      |
| 14. | 〈악마의 눈물 (아버지 Sad Trumpet Story)〉 |        | 2:15      |
| 15. | 〈나는 달린다〉                            |        | 1:46      |
| 16. | 〈지수야 (아버지 Guitar Story)〉           |        | 1:42      |
| 17. | 〈미안합니다〉                             |        | 3:32      |
| 18. | 〈Counter Strike〉                         |        | 1:42      |
| 19. | 〈홍석이의 꿈〉                            |        | 2:54      |
| 20. | 〈주검앞에서〉                             |        | 3:00      |
| 21. | 〈복수의 시작〉                            |        | 1:37      |
| 22. | 〈가난한 자들의 꿈〉                       |        | 2:22      |
| 23. | 〈외로운 싸움〉                            |        | 1:47      |
| 24. | 〈The Chairman (아버지 Waltz Story)〉      |        | 3:08      |

### 추적자 THE CHASER OST Special
| #  | 제목                         | 가수 | 재생 시간 |
| -- | ---------------------------- | ---- | --------- |
| 1. | 〈어찌 너를 잊어요〉         | 허공 | 3:32      |
| 2. | 〈어찌 너를 잊어요 (inst.)〉 | 허공 | 3:32      |

## 수상 경력
- 2012년 SBS 연기대상 10대 스타상, 대상 - 손현주
- 2012년 SBS 연기대상 미니시리즈부문 남자 우수 연기상 - 김상중
- 2012년 SBS 연기대상 미니시리즈부문 여자 우수 연기상 - 김성령
- 2012년 SBS 연기대상 3사 PD들이 뽑은 연기상 - 박근형
- 2012년 SBS 연기대상 미니시리즈 특별 연기상 - 장신영
- 2012년 SBS 연기대상 뉴스타상 - 고준희
- 2012년 SBS 연기대상 뉴스타상 - 박효주
- 2012년 제5회 코리아드라마페스티벌 남자 최우수상 - 김상중
- 2013년 제49회 백상예술대상 TV부문 작품상 (드라마)
- 2013년 제49회 백상예술대상 TV부문 남자최우수연기상 - 손현주
- 2013년 제49회 백상예술대상 TV부문 극본상 - 박경수
- 2012년 제1회에이판 스타 어워즈 대상 - 손현주

## 연장 사유
- 2012년 7월 10일 : 추적자 THE CHASER 방영 분량이 16부작에서 17부작으로 연장이 예정되었으나,[9] 작가의 건강 악화로 인해 1회 연장이 취소되었다.[10]

## 동시간대 드라마
- 사랑비
- 빅 (KBS 2TV)
- 빛과 그림자
- 골든타임 (MBC)

## 참고
1. ↑  한지숙 (2012년 8월 29일). “지상파 드라마 자체제작 왜?”. 헤럴드경제. 2021년 11월 1일에 확인함.
2. ↑  김일태 (2009년 7월 13일). “SBSi와 SBS프로덕션의 합병목적은?”. 머니투데이. 2021년 11월 1일에 확인함.
3. ↑  한지숙 (2012년 8월 29일). “지상파 드라마 자체제작 왜?”. 헤럴드경제. 2021년 11월 1일에 확인함.
4. ↑  박귀임 (2012년 5월 25일). “=‘옥탑방 왕세자’ 옥에 티 포착, 마지막까지 ‘깨알웃음’”. TV리포트. 2021년 11월 1일에 확인함.
5. ↑  이춘우 선임기자 (2015년 5월 6일). “SBS 수목드라마 '냄새를 보는 소녀' 일본,동남아국가 방송 확정”. 부산일보. 2021년 11월 1일에 확인함.
6. ↑  조정원 (2015년 4월 10일). “‘냄보소’, ‘웃음’만 추구하다 ‘본질’까지 잃어버리겠소”. 파이낸셜뉴스. 2021년 11월 1일에 확인함.
7. ↑  “TNMS 멀티미디어 홈페이지”. 2012년 11월 12일에 원본 문서에서 보존된 문서. 2012년 5월 24일에 확인함.
8. ↑  “AGB닐슨 미디어리서치 홈페이지”. 2014년 6월 19일에 원본 문서에서 보존된 문서. 2012년 6월 5일에 확인함.
9. ↑  황소영 기자 (2012년 7월 10일). “'추적자' 연장 확정, 1회 본방 1회 스페셜 24일 종영”. TV리포트.
10. ↑  디지털뉴스부 (2012년 7월 16일). “추적자 연장 불발… 박경수 작가 건강 악화 16부작으로 마감+스페셜 2회”. 경인일보.